# Conférence permanente des évêques orthodoxes canoniques des Amériques
La Conférence permanente des évêques orthodoxes canoniques des Amériques (en anglais : Standing Conference of the Canonical Orthodox Bishops in the Americas) a été l'organe de coordination de l'épiscopat orthodoxe en Amérique du Nord (États-Unis et Canada) jusqu'à son remplacement par l'Assemblée des évêques orthodoxes canoniques d'Amérique du Nord et d'Amérique centrale.

## Histoire
La Conférence a été créée en 1960. En mai 2010, la première réunion de l'Assemblée des évêques a voté sa dissolution et a assumé toutes ses agences, fonctions, et ministères.

## Juridictions membres
- Juridictions du Patriarcat œcuménique de Constantinople :
  - Archidiocèse orthodoxe grec d'Amérique
  - Église orthodoxe carpato-ruthène américaine
  - Église orthodoxe ukrainienne des États-Unis
  - Diocèse orthodoxe albanais d'Amérique
- Juridiction du Patriarcat d'Antioche et de tout l'Orient :
  - Archidiocèse orthodoxe antiochien d'Amérique du Nord
- Juridiction du Patriarcat de toute la Roumanie :
  - Archidiocèse orthodoxe roumain d'Amérique et du Canada
- Juridiction du Patriarcat de Serbie :
  - Église orthodoxe serbe aux États-Unis et au Canada
- Juridiction du Patriarcat de toute la Bulgarie :
  - Diocèse orthodoxe bulgare des États-Unis, du Canada et de l'Australie
- Église orthodoxe en Amérique